# Petr Luxa
Petr Luxa (Praga, 3 marzo 1972) è un ex tennista ceco.

## Carriera
In carriera ha vinto 3 titoli di doppio, tutti in coppia con il connazionale Radek Štěpánek.

## Statistiche

### Doppio

#### Vittorie (3)
| Numero | Anno            | Torneo                      | Superficie  | Compagno       | Avversari in finale         | Punteggio      |
| 1.     | 7 maggio 2001   | BMW Open, Monaco di Baviera | Terra rossa | Radek Štěpánek | Jaime Oncins Daniel Orsanic | 5-7, 6-2, 7-6  |
| 2.     | 6 maggio 2002   | BMW Open, Monaco di Baviera | Terra rossa | Radek Štěpánek | Petr Pála Pavel Vízner      | 6-0, 6-7, 11-9 |
| 3.     | 2 febbraio 2003 | Milan Indoor, Milano        | Sintetico   | Radek Štěpánek | Tomáš Cibulec Pavel Vízner  | 6–4, 7–6       |

### Doppio

#### Finali perse (2)
| Numero | Anno              | Torneo                    | Superficie  | Compagno       | Avversari in finale          | Punteggio |
| 1.     | 4 maggio 1997     | ATP Praga, Praga          | Terra rossa | David Škoch    | Mahesh Bhupathi Leander Paes | 1-6, 1-6  |
| 2.     | 30 settembre 2001 | Hong Kong Open, Hong Kong | Cemento     | Radek Štěpánek | Karsten Braasch André Sá     | 0-6, 5-7  |